# Грийн Бей (Уисконсин)
Грийн Бей (на английски: Green Bay в превод „Зелен залив“) е град в щата Уисконсин, САЩ. Грийн Бей е с население от 102 313 жители (2006) и обща площ от 140,70 км² (54,30 мили²). Грийн Бей е окръжен център на окръг Браун. Разположен е на 177 м (581 фута) надморска височина и се намира на 180 км (112 мили) насевер от град Милуоки.